# 121ª Brigata di difesa territoriale
La 121ª Brigata autonoma di difesa territoriale (in ucraino 121-ша окрема бригада територіальної оборони?, 121-ša okrema bryhada terytorial'noї oborony, unità militare А7049) è la principale unità delle Forze di difesa territoriale dell'Ucraina dell'oblast' di Kirovohrad, subordinata al Comando operativo "Sud" delle Forze terrestri.

## Storia
La brigata è stata creata nel maggio 2018, e il 25 settembre ha effettuato la prima esercitazione richiamando i riservisti. Fra il 13 e il 19 marzo 2019 sono state organizzate ulteriori sessioni di addestramento. L'unità è stata mobilitata in seguito all'invasione russa dell'Ucraina del 2022, prendendo parte ai combattimenti nell'oblast' di Cherson fino al successo della controffensiva ucraina nel mese di novembre. Il 3 dicembre 2022 la brigata ha ricevuto la bandiera di guerra da parte del comandante in capo delle Forze di difesa territoriale Ihor Tancjura. È rimasta schierata nell'area di Cherson anche nel 2023, in seguito al trasferimento in Donbass della quasi totalità delle brigate precedentemente impiegate in questo settore.

## Struttura
- Comando di brigata[5]
- 174º Battaglione di difesa territoriale (Kropyvnyc'kyj, unità militare А7340)
- 175º Battaglione di difesa territoriale (Oleksandrija, unità militare А7341)[6]
- 176º Battaglione di difesa territoriale (Hajvoron, unità militare А7342)
- 177º Battaglione di difesa territoriale (Bobrynec', unità militare А7343)[7]
- 178º Battaglione di difesa territoriale (Novoukraïnka, unità militare А7344)
- 179º Battaglione di difesa territoriale (Svitlovods'k, unità militare А7345)
- Unità di supporto

## Comandanti
- Tenente colonnello Dmytro Zavorotjuk (maggio 2018 - dicembre 2022)[8]
- Colonnello Serhij Zadorožnyj (dicembre 2022 - in carica)[9]